# Moralzarzal
Moralzarzal är en kommun i Spanien.   Den ligger i den autonoma regionen Madrid, i den centrala delen av landet, 30 km nordväst om huvudstaden Madrid. Antalet invånare är 14 586 (2024).